# (2831) Stevin
(2831) Stevin est un astéroïde de la ceinture principale.

## Description
(2831) Stevin est un astéroïde de la ceinture principale. Il fut découvert le 17 septembre 1930 à Johannesbourg par Hendrik van Gent et nommé en honneur de Simon Stevin.
Il présente une orbite caractérisée par un demi-grand axe de 2,23 UA, une excentricité de 0,20 et une inclinaison de 4,2° par rapport à l'écliptique.

## Compléments